# Норман Дойдж
Норман Дойдж є психіатром, психоаналітиком і автором бестселерів про нейропластичність «Пластичність мозку. Приголомшливі факти про те, як думки здатні змінювати структуру та функції нашого мозку» і «Самовідновлення мозку».

## Біографія
Дойдж вивчав класику літератури та філософію в Університеті Торонто і закінчив його «з відзнакою». Після виграшу премії Е. Дж. Пратта за поетику у віці 19 років Дойдж отримав раннє визнання літературним критиком Нортропом Фраєм, який писав, що його творчість була «справді чудовою... переслідуючою та незабутньою».
Він отримав медичний ступінь в Університеті Торонто, потім переїхав до Нью-Йорка, де пройшов ординатуру з психіатрії та отримав ступінь з психоаналізу на факультеті психіатрії Колумбійського університету та в Центрі психоаналітичного навчання та досліджень Колумбійського університету. Після цього послідувала дворічна стипендія Колумбійського університету й Національного інституту психічного здоров’я в дослідженні методів емпіричної науки.

## Кар'єра
Повернувшись до свого рідного Торонто, Дойдж обіймав посаду керівника психотерапевтичного центру та клініки в Інституті психіатрії Кларка. Протягом 30 років він був викладачем кафедри психіатрії Університету Торонто та дослідницького факультету Центру психоаналітичного навчання та досліджень Колумбійського університету, Нью-Йорк. Станом на 2020 рік Дойдж був аналітиком-навчальником в Торонтському інституті психоаналізу.
У 1990-х роках Дойдж створив емпірично засновані стандарти та рекомендації щодо практики інтенсивної психотерапії, які використовувалися в Канаді та Америці. Вони були опубліковані в «Стандартах і настановах для психотерапії» під редакцією Камерона, Дедмана та Енніса. 
У 2008 році він отримав премію Мері С. Сігурні за наукові роботи про нейропластичність і дослідження в психоаналізі.

## Літературна діяльність
Дойдж написав понад 170 статей — академічних, наукових і популярних статей. Дойдж є автором наукових статей про нейропластичність, людські обмеження та поняття досконалості, результати психотерапевтичного лікування, сни про тварин, шизоїдний розлад особистості та травми,  психоаналіз та нейронауку. У 2006 році написав статтю для Maclean's журнал, в якому він стверджує, використовуючи емпіричні дослідження, що розуміння несвідомого мислення актуальне в сучасній психіатрії та психології.
Перша книга Дойджа «The Brain that Changes Itself: Stories of Personal Triumph from the Frontiers of Brain Science» (2007) стала міжнародним бестселером і широко визнана тим, що представила концепцію нейропластичності широкій науковій та непрофесійній аудиторії. Він узагальним в книзі дані про те, що людям із порушеннями навчання, сліпотою, порушеннями рівноваги та сенсорними розладами, інсультами, церебральним паралічем, хронічним болем, хронічною депресією та тривогою, а також обсесивно-компульсивним розладом допомагають практики нейропластичності.
Книгу схвалили багато відомих учених і дослідників у галузі нейронаук, у тому числі нейробіолог В. С. Рамачандран і невролог Олівер Сакс. Видатний психіатр Ієн Макгілкріст оцінив її як «надзвичайно чудову книгу — безсумнівно, одну з найважливіших книг про мозок, яку ви коли-небудь читали». Професор психології Ерік Фертак писав у журналі Neuropsychoanalysis: «Дойдж… написав книгу, яка точно передає передові наукові відкриття, одночасно залучаючи як наукову, так і масову аудиторію». Жанетт Вінтерсон (ОБІ) вибрала її однією зі своїх книг року в 2008 році, назвавши її «Блискучою... Ця книга є чудовим і захоплюючим способом переосмислення того, що ми за істоти». У 2010 році журнал Cerebrum вибрав «Мозок, який змінюється» як «найкращу загальну книгу про мозок». У 2016 році Literary Review of Canada включив її до 25 найвпливовіших книг, опублікованих у Канаді з 1991 року.
У другій книзі Дойджа «Самовідновлення мозку» (2015) описується все більша кількість клінічних станів, які можна лікувати нейропластичними втручаннями. Це був бестселер New York Times і отримав похвалу як від непрофесійних читачів, так і від спеціалізованих читачів, а Рамачандран назвав його «скарбницею власних глибоких прозрінь автора, і крізь кожну сторінку сяє ясне яскраве світло оптимізму». Психіатр Стівен Порджес назвав це «викликом парадигми...«Шлях зцілення мозку» — це чудово організований, науково задокументований і чудово написаний наратив, який захоплює читача, який залишається з глибоким повідомленням про те, що мозок, як і інші органи, може зцілювати».  Ця книга також отримала премію Gold Nautilus Book Award у галузі науки 2015 року.
У 2018 році Дойдж написав передмову до книги Джордана Петерсона «12 правил життя: протиотрута хаосу» та був в гостем на подкасті Петерсона.

### Книги
- Doidge, Norman (2007). The Brain that Changes Itself: Stories of Personal Triumph from the Frontiers of Brain Science (англ.). Penguin. ISBN 9781101147115.
- Doidge, Norman (2015). The Brain's Way of Healing: Remarkable Discoveries and Recoveries from the Frontiers of Neuroplasticity (англ.). Penguin. ISBN 9780670025503.

## Кіно і телебачення
Дойдж брав участь у численних інтерв'ю в телевізійних програмах у кількох країнах. У 2008 році Дойдж став співавтором сценарію відзначеного нагородами документального фільму на основі «Мозку, який змінюється сам» для Канадської телерадіомовної корпорації, у якому він представляє тематичні дослідження та приклади нейропластичності, описані в книзі. У 2010 році він брав участь у наступному документальному фільмі «Changing Your Mind» , який транслювався на каналі CBC The Nature of Things. Режисером обох фільмів виступив Майк Шерін, а спродюсуванням займалася 90th Parallel Productions, а ARTE їх спродюсувала та розповсюджувала в Європі. Книга «Самовідновлення мозку» також була конвертована у документальний фільм. Крім того, він знявся в кількох документальних фільмах, зокрема «У пошуках щастя в Німеччині» (2011),  InRealLife Бібана Кідрона (2013)  у Великій Британії та ірландському документальному фільмі «Зустрічі з Айвором » (2017). 